# Nathaniel Philip Rothschild, 5.º Barão Rothschild
Nathaniel Philip Victor James Rothschild (12 de julho de 1971) é um financista britânico que é co-presidente da Atticus Capital LLC e um membro da proeminente e bancária família Rothschild da Inglaterra.
Nathaniel é o único filho de Jacob Rothschild, 4.º Barão Rothschild, e de sua esposa, Serena Mary Dunn, cujo avó foi o financista e industrial canadense Sir James Hamet Dunn. Rothschild foi educado em Eton College, Londres, e em Wadham College, na Universidade de Oxford. 
Nathaniel Rothschild é co-presidente da Atticus Capital LLC, uma firma internacional de administração de investimentos fundada em 1995 que possui escritórios em Londres e em Nova York.